# 江苏新时空
《江苏新时空》（英語：Jiangsu NewsWatch）是一档由江苏省广播电视总台融媒体新闻中心制作的一档新闻节目，前称《电视新闻》（1960年-1979年）、《江苏新闻》（1979年-1995年）、《江苏新闻联播》（1995年—1997年）、《江苏卫视报道》（1997年—1999年）、《江苏卫视新闻》（1999年—2001年）、《JSBC新时空》（2001年—2002年）。主要以报道江苏省的时政、经济新闻为主，部分民生新闻为辅。而《晚间新闻》（英語：Night News JSBC）则是《江苏新时空》在江苏卫视的重播版本。
在2016年以前，《江苏新时空》的片头曲为江苏民歌《茉莉花》的改编版本，但2016年使用新片头及片头曲后即全面停用。

## 播出时间
《江苏新时空》通常每天18:30在江苏卫视首播，21:00在江苏新闻频道重播，0:00或0:30在江苏卫视重播（以《晚间新闻》名义）。
《江苏新时空》在公共·新闻频道复播的版本通常为完整版，如当日有政论片播出安排则改播10分钟删减版。

## 主播
每期节目由两名主播负责播报。

### 现任主播
- 张晓北
- 李俊宇
- 贺笑
- 吴浩然
- 王柏文
- 张杨
- 文坤
- 张慧鑫
- 胡馨尹